# СиРок фестивал
СиРок фестивал (енгл. SeaRock Festival) је музички фестивал који се сваког лета одржава у Котору, на простору Љетне позорнице. Прво издање фестивала приређено је у августу 2011. године. Улаз на фестивал је бесплатан.

## Досадашња издања фестивала
| Година | Датум                                                                    | Извођачи                                                                                | Изв.   |
| ------ | ------------------------------------------------------------------------ | --------------------------------------------------------------------------------------- | ------ |
| 2011.  | 4. август                                                                | Црна Гора · Хрватска · Хрватска                                                         | [ 1 ]  |
|        |                                                                          |                                                                                         |        |
| 2012.  | 27. јул                                                                  | Фантодром Горибор                                                                       | [ 2 ]  |
| 2012.  | 28. јул                                                                  | Италија · Сједињене Америчке Државе · Словенија                                         | [ 2 ]  |
|        |                                                                          |                                                                                         |        |
| 2013.  | 26. јул                                                                  | Врпца Густафи                                                                           | [ 3 ]  |
| 2013.  | 27. јул                                                                  | Стив Вин + Крис Какавас                                                                 | [ 3 ]  |
|        |                                                                          |                                                                                         |        |
| 2014.  | 25. јул                                                                  | Ден Стјуарт + Антонио Граментијери                                                      | [ 4 ]  |
| 2014.  | 26. јул                                                                  | Хау Гелб (са бендом)                                                                    | [ 4 ]  |
|        |                                                                          |                                                                                         |        |
| 2015.  | 24. јул                                                                  | Сједињене Америчке Државе · Италија · Норвешка · Црна Гора                              | [ 5 ]  |
| 2015.  | 25. јул                                                                  | Вилијам Фицсимонс Чак Профет + Стефани Финч Ирена Жилић Антонио Санчез и Курвини синови | [ 5 ]  |
|        |                                                                          |                                                                                         |        |
| 2016.  | 24. јун                                                                  | Сједињене Америчке Државе                                                               | [ 6 ]  |
|        |                                                                          |                                                                                         |        |
| 2017.  | 21. јул                                                                  | Дон Антонио Алехандро Есковедо                                                          | [ 7 ]  |
| 2017.  | 22. јул                                                                  | Марк Олсон + Ингун Рингволд                                                             | [ 7 ]  |
|        |                                                                          |                                                                                         |        |
| 2018.  | 20. јул                                                                  | Били Џоан Хау Гелб                                                                      | [ 8 ]  |
| 2018.  | 21. јул                                                                  | Туристи Баобаб                                                                          | [ 8 ]  |
|        |                                                                          |                                                                                         |        |
| 2019.  | 20. јул                                                                  | Ли Раналдо М. Ворд + Хау Гелб Клиника Дениса Катанеца                                   | [ 9 ]  |
|        |                                                                          |                                                                                         |        |
| 2020.  | Фестивал није одржан 2020. године због глобалне пандемије вируса корона. | Фестивал није одржан 2020. године због глобалне пандемије вируса корона.                | [ 10 ] |